# Jaime Oncins
Jaime de Oliveira Oncins (São Paulo, 16 de junho de 1970) é um ex-tenista brasileiro. É considerado por diversos analistas esportivos, críticos de tênis e antigos tenistas como um dos dez maiores tenistas brasileiros da Era Aberta.

## Biografia
Irmão do também tenista Eduardo Oncins, Jaime é considerado um dos principais tenistas da história do Brasil antes do surgimento do fenômeno Gustavo Kuerten. Esteve presente na campanha do Brasil na Copa Davis de 1992.
Venceu Ivan Lendl em Roland Garros, em 1992, chegando às oitavas-de-final do torneio.
Bateu Michael Chang nas Olimpíadas de Barcelona, em 1992, chegando às quartas-de-final, quase conquistando o bronze olímpico (se chegasse à semi obteria a medalha), perdendo para Andrei Cherkasov por 3 sets a 2. Também participou dos Jogos Olímpicos de Sydney, em 2000, nas duplas junto com Gustavo Kuerten, perdendo na primeira rodada para a dupla cabeça-de-chave n.4 Nestor/Lareau.
Fez parte da equipe brasileira que chegou à semifinal do Grupo Mundial da Copa Davis, batendo a Alemanha, de Boris Becker, e a Itália.

## Retrospecto
- Dois de Simples em Búzios e Bolonha em 1992[4]
- Disputou as Olimpíadas de Barcelona em 1992 e Sydney 2000
- Chegou a ser numero 34° do mundo em simples[5]/ 22º de duplas
- Disputou o mundial de duplas- sendo a 7ºdupla do Mundo ao lado do ARG Daniel Orsanic
- Vice campeão em Roland Garros nas Duplas Mistas, ao lado da argentina Paola Soares[6]
- Conquistou cinco títulos de duplas pela ATP[3]

## Finais

### Torneios de Grand Slam

#### Duplas mistas
| Legend                              |
| Grand Slam (0–1)                    |
| Tennis Masters Cup (0–0)            |
| ATP Masters Series (0–0)            |
| ATP International Series Gold (0–0) |
| ATP Tour (0–0)                      |

| Títulos por Piso |
| Duro (0–0)       |
| Grama (0–0)      |
| Saibro (0–1)     |
| Carpete (0–0)    |

| Resultado | Ano  | Torneio       | Piso   | Parceira     | Oponentes                              | Placar   |
| Vice      | 2001 | Roland Garros | Saibro | Paola Suárez | Tomás Carbonell Virginia Ruano Pascual | 5-7, 3-6 |

### Torneios de nível ATP Tour

#### Simples (2-5)
| Legenda                             |
| Grand Slam (0–0)                    |
| Tennis Masters Cup (0–0)            |
| ATP Masters Series (0–0)            |
| ATP International Series Gold (0–0) |
| ATP Tour (2–3)                      |

| Títulos por Piso |
| Duro (1–3)       |
| Grama (0–0)      |
| Saibro (1–0)     |
| Carpete (0–0)    |

| Resultado | No | Data                  | Torneio           | Piso   | Oponentes          | Placar        |
| Vice      | 1. | 20 de outubro de 1991 | Búzios, Brasil    | Duro   | Jordi Arrese       | 6–1, 4–6, 0–6 |
| Vice      | 2. | 4 de novembro de 1991 | São Paulo, Brasil | Duro   | Christian Miniussi | 6–2, 3–6, 4–6 |
| Campeão   | 1. | 18 de maio de 1992    | Bologna, Itália   | Saibro | Renzo Furlan       | 6–2, 6–4      |
| Campeão   | 2. | 2 de novembro de 1992 | Búzios, Brasil    | Duro   | Luis Herrera       | 6–3, 6–2      |
| Vice      | 3. | 9 de novembro de 1992 | São Paulo, Brasil | Duro   | Luiz Mattar        | 1–6, 4–6      |

#### Duplas (5-6)
| Legenda                             |
| Grand Slam (0–0)                    |
| Tennis Masters Cup (0–0)            |
| ATP Masters Series (0–0)            |
| ATP International Series Gold (1–0) |
| ATP Tour (5–6)                      |

| Títulos por superfície |
| Dura (1–1)             |
| Grama (0–0)            |
| Saibro (4–5)           |
| Carpete (0–0)          |

| Resultado | No | Data                    | Torneio                   | Piso   | Parceiro          | Oponentes                            | Placar           |
| Vice      | 1. | 31 de dezembro de 1990  | Wellington, Nova Zelândia | Duro   | John Letts        | Luiz Mattar Nicolás Pereira          | 6–4, 6–7, 2–6    |
| Vice      | 2. | 29 de abril de 1991     | Madri, Espanha            | Saibro | Luiz Mattar       | Gustavo Luza Cássio Motta            | 0–6, 5–7         |
| Vice      | 3. | 20 de maio de 1991      | Bologna, Itália           | Saibro | Luiz Mattar       | Luke Jensen Laurie Warder            | 4–6, 6–7         |
| Campeão   | 1. | 4 de novembro de 1991   | São Paulo, Brasil         | Duro   | Andrés Gómez      | Jorge Lozano Cássio Motta            | 7–5, 6–4         |
| Campeão   | 2. | 22 de fevereiro de 1993 | Cidade do México, México  | Saibro | Leonardo Lavalle  | Horacio de la Peña Jorge Lozano      | 7–6, 6–4         |
| Vice      | 4. | 2 de agosto de 1993     | Praga, República Tcheca   | Saibro | Jorge Lozano      | Hendrik Jan Davids Libor Pimek       | 3–6, 6–7         |
| Campeão   | 3. | 22 de março de 1999     | Casablanca, Marrocos      | Saibro | Fernando Meligeni | Massimo Ardinghi Vincenzo Santopadre | 6–2, 6–3         |
| Campeão   | 4. | 7 de junho de 1999      | Merano, Itália            | Saibro | Lucas Arnold Ker  | Marc-Kevin Goellner Eric Taino       | 6–4, 7–6         |
| Campeão   | 5. | 19 de julho de 1999     | Stuttgart, Alemanha       | Saibro | Daniel Orsanic    | Aleksandar Kitinov Jack Waite        | 6–2, 6–1         |
| Vice      | 5. | 30 de abril de 2001     | Munich, Alemanha          | Saibro | Daniel Orsanic    | Petr Luxa Radek Štěpánek             | 7–5, 2–6, 6–7(5) |
| Vice      | 6. | 20 de maio de 2001      | Sankt Pölten, Áustria     | Saibro | Daniel Orsanic    | Petr Pála David Rikl                 | 3–6, 7–5, 5–7    |